# Opisthoteuthis bruuni
Opisthoteuthis bruuni is een inktvissensoort uit de familie van de Opisthoteuthidae. De wetenschappelijke naam van de soort is voor het eerst geldig gepubliceerd in 1982 door Voss.